# Cruz de Malta

Cruz de Malta

A cruz de Malta, também conhecida como a cruz de Amalfi, é o símbolo associado com a Ordem dos Cavaleiros de Malta (Cavaleiros Hospitalários) e, por extensão, com a ilha de Malta. A cruz é pátea, grega, de braços iguais em forma de "Vs", de oito pontas, cada um unindo os outros em seu vértice, deixando as outras duas pontas expandiu-se de forma simétrica. Seu design é baseado em cruzes usadas desde a Primeira Cruzada. É também o símbolo moderno de Amalfi, uma pequena república italiana do século XI.
Em meados do século XVI, quando os cavaleiros estavam em Malta, o design familiar agora conhecida como a "Cruz de Malta" tornou-se associado com a ilha. A primeira evidência para a Cruz de Malta em Malta aparece nas moedas de cobre do Grão-Mestre Jean Parisot de la Vallette (1557-1568) e são datadas de 1567. Isto fornece uma data para a introdução da Cruz de Malta.
A cruz de Malta foi representada em duas mil moedas na velha moeda de Malta e desde 2008 passou a ser mostrada na parte de trás de uma das versões maltesas das moedas de um e dois euros.

## Simbolismo
No século XV, os oito pontos dos quatro braços da mais tarde chamada de Cruz de Malta representava os oito terras de origem, ou uma divisão (Langues) da Ordem dos Hospitalários: Auvergne, Provence, França, Aragão, Castela e Portugal, Baviere (Alemanha) e Inglaterra (com Escócia e Irlanda).
Os oito pontos também simbolizam os oito obrigações ou aspirações dos cavaleiros:
- - viver na verdade
- - ter fé
- - arrepender-se dos pecados
- - dar prova de humildade
- - amar a justiça
- - ser misericordioso
- - ser sincero e incondicional
- - suportar a perseguição

Tanto a Ordem de São João (em alemão, o Johanniterorden) e da Venerável Ordem de São João ensinam que os oito pontos da cruz representam as oito bem-aventuranças. St John Ambulance - principal serviço da organização da Venerável Ordem - aplicou significados seculares para os pontos como representando as características de um bom socorrista:
- - Observador ("para que ele possa observar as causas e os sinais de lesão")
- - Delicado ("para que ele possa, sem dúvida impensadas, conhecer os sintomas e o histórico do caso, e garantir a confiança dos pacientes e dos circundantes")
- - Engenhoso ("Que ele pode usar para o melhor proveito que estiver à mão para evitar mais danos, e para ajudar os esforços da natureza para reparar o mal já feito")
- - Destreza ("que ele pode lidar com um paciente sem causar dor desnecessária, e utilizar aparelhos de forma eficiente e ordenadamente")
- - Clareza ("para que ele possa dar instruções claras para o paciente ou os espectadores a melhor forma de ajudá-lo")
- - Discriminação ("para que ele possa decidir qual das várias lesões demanda mais atenção, o que pode ser deixado para o paciente ou transeuntes fazer, e o que deve ser deixado para os médicos")
- - Perseverante ("para que ele possa continuar os seus esforços, mesmo não sendo bem-sucedido da primeira vez.")
- - Simpático ("para que ele possa dar o verdadeiro conforto e encorajamento para o sofrimento")

A cruz de Malta continua a ser o símbolo da Soberana Ordem Militar de Malta, da Ordem de São João e as suas ordens de aliados, da Venerável Ordem de São João, e de suas várias organizações de serviços. Nos últimos séculos, inúmeras outras ordens adotaram a cruz de Malta como parte de suas insígnias (a Ordem de São Lázaro, por exemplo, usa uma cruz de Malta verde). Na Austrália, a Cruz de Malta é parte do emblema do estado de Queensland.

## O uso moderno

### Aviação
A cruz de Malta é utilizado para identificar a correção na aproximação final em um instrumento de aproximação não preciso, em contraste com o uso de um ícone de tipo relâmpago, o qual identifica a correção na aproximação final em um instrumento de aproximação de precisão.

### Austrália
A bandeira, emblema e brasão do estado de Queensland apresentam uma Cruz de Malta e, como tal, muitos serviços públicos incorporaram a cruz, incluindo a polícia de Queensland e serviços de ambulância.

### Áustria
Duas mais altas condecorações da Áustria - a decoração de honra para Mérito da República e a Condecoração para a Ciência e Arte - tem a Cruz de Malta como base.

### Bélgica
Na Bélgica, a Cruz de Malta é a base de duas das ordens reais do país, a Ordem de Leopoldo e da Ordem de Leopoldo II.

### Brasil
No Brasil, a Cruz de Malta foi por mais de um século símbolo do Club de Regatas Vasco da Gama, um dos clubes de maior prestígio e com uma das maiores torcidas do país, sendo citada no hino, embora não seja a cruz utilizada pelo time e sim a Pátea e a Cruz de Cristo.

### República Checa
O 14 º distrito de Praga tem uma cruz de Malta em seu brasão de armas. A cruz de Malta também aparece nos brasões de várias outras cidades e vilarejos tchecos, incluindo Dobřichovice em Central Bohemia; Doubravice na Boêmia do Sul; Stankovice na Região Usti nad Labem; e Medlovice e Orlovice em South Moravia.

### França
A cruz huguenote, um símbolo de protestantes franceses, é uma cruz de Malta com uma pomba .
O clube de futebol AJ Auxerre, fundada em 1905 pelo padre Abbé Deschamps, tem uma cruz de Malta como seu emblema, adaptado do da Associação Católica de Jovens da França.
Numerosas comunas francesas têm a cruz de Malta em seus brasões. Entre eles e Auton e Vinon-sur-Verdon em Provence.

### Alemanha
Os serviços de ambulância "Johanniter-Unfall-Hilfe" e o "Malteser Hilfsdienst", respectivamente protestante e católico, tem uma cruz de Malta em seus emblemas. Os brasões dos ex-distritos Mecklenburg-Strelitz e Mecklenburg-Strelitz continha uma cruz de Malta. Várias cidades no norte da Alemanha tem uma cruz de Malta em seus brasões, incluindo Malchin, Mirow, Moraas, Rastow e Sülstorf. Heitersheim e Bad Dürrheim no sul da Alemanha também tem uma cruz de Malta em seus casacos.

### Índia
Na Índia, a Cruz de Malta é o símbolo usado pelos rifles Garhwal e Rajputana.

### Itália
Na Itália, como dito anteriormente, é também conhecida como a "cruz Amalfi". A marinha da Itália exibe o brasão nacional de quatro das ex-repúblicas marítimas com Amalfi no canto inferior esquerdo.

### Latin American Quality Institute
A cruz de Malta é o símbolo oficial do Latin American Quality Awards entregado durante as atividades do Quality Festival. 
Em uso desde 2001 guarda ampla simbologia relacionada a conquistas, empatia e vitórias.

### Malta
A cruz de Malta é um símbolo nacional de Malta e é exibido como parte da bandeira civil Maltese. As moedas de euro maltesas de um e dois euros carregam a cruz de Malta. Também é a marca registrada da Air Malta, a companhia aérea nacional de Malta.

### Holanda
Na Holanda, a cruz de Malta constitui a forma básica para os três maiores ordens reais de mérito: as Ordens do Leão da Holanda, Orange-Nassau e o Leão de Ouro da Casa de Nassau.
Duas cidades holandesas, Ermelo e Montfoort , usam a cruz de Malta em suas bandeiras e em seu brasão de armas também.

### Noruega
Na Noruega, a Cruz de Malta é o símbolo usado na Ordem de St. Olav. Det Norske Veritas usa a Cruz de Malta como símbolo nas notificações de classe dizendo que o navio é construído sob o seu controle.

### Filipinas
Nas Filipinas, a cruz de Malta faz parte do selo da escola de Colegio de San Juan de Letran. Foi fundada por Don Juan Alonso Jeronimo Guerrero, um oficial espanhol aposentado e um dos Cavaleiros de Malta e Fray Diego de Santa Maria, um irmão Dominicano. É também uma parte do pingente do Serviço da Cruz Quezon, que é a maior honraria que pode ser conferida na República.

### Polónia
Na Polónia, a Cruz de Malta constitui a base para quatro maiores prêmios do país de mérito: a Ordem da Águia Branca Virtuti Militari, a Ordem da Poóonia Restaurada e a Ordem da Cruz Militar.

### Portugal
Em Portugal, a cruz da Ordem de Malta, figura em vários ordenamentos heráldicos de freguesias e municípios, que integram hoje antigas comendas e possessões da Ordem do Hospital de São João de Jerusalém, de Rodes e de Malta. Representada a prata, sobre escudete e/ou bandeira de campo vermelho, é de uso exclusivo das entidades que representam a Ordem Soberana e Militar de Malta neste país, nomeadamente a Assembleia dos Cavaleiros Portugueses e seus braços operacionais.

### Espanha
Na Espanha, a Cruz de Malta é o símbolo usado pelo corpo médico militar. A cruz também constitui a forma básica para algumas ordens de espanhol como a Ordem de Carlos III ou a Ordem de Isabel a Católica. Diversos municípios em Espanha também usam a Cruz de Malta em suas bandeiras e brasões de armas, incluindo Alguaire e Amposta em Catalunha, Lora del Río, em Andaluzia e O Páramo na Galiza.

### Suécia
Na Suécia a Cruz de Malta constitui a forma básica para todas as ordens reais de mérito, as ordens dos Seraphim, Espada, Estrela do Norte e Vasa. Também é usada pla Guarda Montada Real sueca como seu brasão de armas. O município sueco de Mönsterås também usa a Cruz de Malta em seus braços.

### Suíça
A Cruz de Malta é a marca registrada do mais antigo fabricante de relógios suíços, Vacheron Constantin. O brasão de armas da Bardonnex, no Cantão de Genebra, também exibe uma cruz de Malta.

### Reino Unido
- No Reino Unido, a cruz maltesa é o símbolo usado pelos Regimento de Fuzileiros e foi incorporado aos escudos de praticamente todas as unidades de fuzileiros, incluindo a Artilharia Real. O primeiro carimbo utilizado para o cancelamento dos selos postais na década de 1840 era a forma de uma cruz de Malta.
- A cruz de Malta também é a base para o projeto da Ordem do Banho e da Ordem Real Vitoriana.
- A cruz de Malta aparece no brasão do bairro londrino de Hackney.
- A cruz de Malta aparece no brasão de armas de São João, uma das freguesias de Jersey.
- A cruz de Malta aparece nas camisas de São Marcos FC (West Gorton) os antepassados do Manchester City Football Club.
- A cruz de Malta é também o símbolo de Neath Rugby Football Club.
- É o símbolo da Escola Real de Navegação Shrewsbury, exibido nos remos e uniforme do primeiro VIII.
- É um símbolo usado pelo ATOC de passagens ferroviárias que permitem viajar no metrô de Londres entre os terminais ferroviários de Londres (por exemplo, entre Euston e Victoria). Alternativamente, quando o destino do bilhete é de um cartão de viagem dentro de Londres, a inclusão da cruz permite um passageiro para realizar uma única viagem de regresso ou a qualquer estação dentro dessa zona.
- Ele é usado pelo St John Ambulance Organizagion como sua principal forma de identificação.
- A cruz é também um dos símbolos de Rosslyn Parque FC, um clube de rugby em Londres, Inglaterra.

### Estados Unidos
- A cruz de Malta com a águia, globo e âncora no centro é usado para o distintivo de exímio atirador no corpo de marinheiros dos Estados Unidos.
- Malta Boat Club, um clube de canoagem na Filadélfia da Fileira, usa a cruz de Malta como seu logotipo. Clubes de motos nos Estados Unidos, muitas vezes incluem o padrão de cruz, ou com muito menos frequência a cruz de Malta, em suas insígnias.
- Phi Kappa Sigma, um colégio secreto internacional para homens e fraternidade, usa uma cruz de Malta como seu símbolo.

## Itens
A flor cruz de Malta (Lychnis chalcedonica) é assim chamada porque suas pétalas tem a mesma forma, apesar de seus pontos são mais arredondadas em formato de "coração". A flor Tripterocalyx crux-maltae também foi nomeado para a cruz de Malta. A unidade de Genebra , um dispositivo que traduz uma rotação contínua em um movimento rotativo intermitente, também é chamado às vezes um "mecanismo de cruz de Malta" devido à forma de sua engrenagem principal.

## Cruzes similares
Cruzes de Malta foram adaptados para uso na cruz de São Lázaro e como parte da bandeira de Wallis e Futuna. Ela tem sido o emblema oficial (combinado com um elipsoide no centro) da fraternidade Delta Phi desde 1833 Uma cruz semelhante também é usada pela Organização dos Veteranos de Guerras Estrangeiras.
Uma variante da cruz de Malta, com três braços em forma de V, em vez de quatro, foi usado como o símbolo de funil da Linha Atlantic Hamburgo e seus sucessores Linha Atlantic alemão e Hanseatic Tours em 1958-1973 e 1991-1997. Uma variante com cinco braços é o símbolo da Legião de Honra da França (Croix de la Légion d'honneur). Uma variante de sete braços conhecido como o "asterisco Maltese", é usado como base da Ordem de São Miguel e São Jorge da Grã-Bretanha.
Outras cruzes com braços mais longos são muitas vezes erroneamente chamadas de "Maltês". O símbolo oficial da fraternidade Alpha Tau Omega foi imaginado como sendo a cruz de malta, quando a organização foi formada em 1865. A cruz de São Tomé também é muito semelhante a ambos.
A cruz de São Floriano, padroeiro dos bombeiros, é muitas vezes confundida com a cruz de Malta (por exemplo, o Corpo de Bombeiros de Nova York); além de ter oito ou mais pontos, também tem grandes arcos curvos entre os pontos. O Corpo de Bombeiros de Filadélfia, entre outros, incorpora a cruz de São Floriano em sua insígnia, assim como a Associação Internacional de Bombeiros .
A cruz de Malta não deve ser confundida com a Cruz de Ferro nem com a Cruz de George, concedido a Malta por George VI do Reino Unido em 1942, o que é representado, desde 1964, sobre a nacional bandeira de Malta. A cruz de Malta é retratado na bandeira civil de Malta.